# Humlum
Humlum er en lille stationsby i det nordlige Vestjylland med 841 indbyggere  (2024), beliggende i Humlum Sogn, ca. 5 kilometer nord for Struer. Byen ligger i Struer Kommune og hører til Region Midtjylland.
Humlum er et mindre bysamfund med skole (op til 6. klasse), børnehave, vuggestue dagligvarehandel, kirke, station med bus- og togforbindelser og mange foreninger. Humlum ligger ikke langt fra stranden ved den østlige ende af Nissum Bredning i Limfjorden, og ved byen er der to campingpladser og et større sommerhusområde. Humlum er også hjemsted for Struer Golfklub. Øst for Humlum ligger Humlum Fiskerleje med gamle svenskerrøde fiskerhuse, hvorfra fiskeriet foregik tidligere.
Byen består mest af enfamiliehuse, hvoraf hovedparten er parcelhuse.
Derudover er Humlum også kendt for Humlum kro.[kilde mangler]